# Martelo meteoro

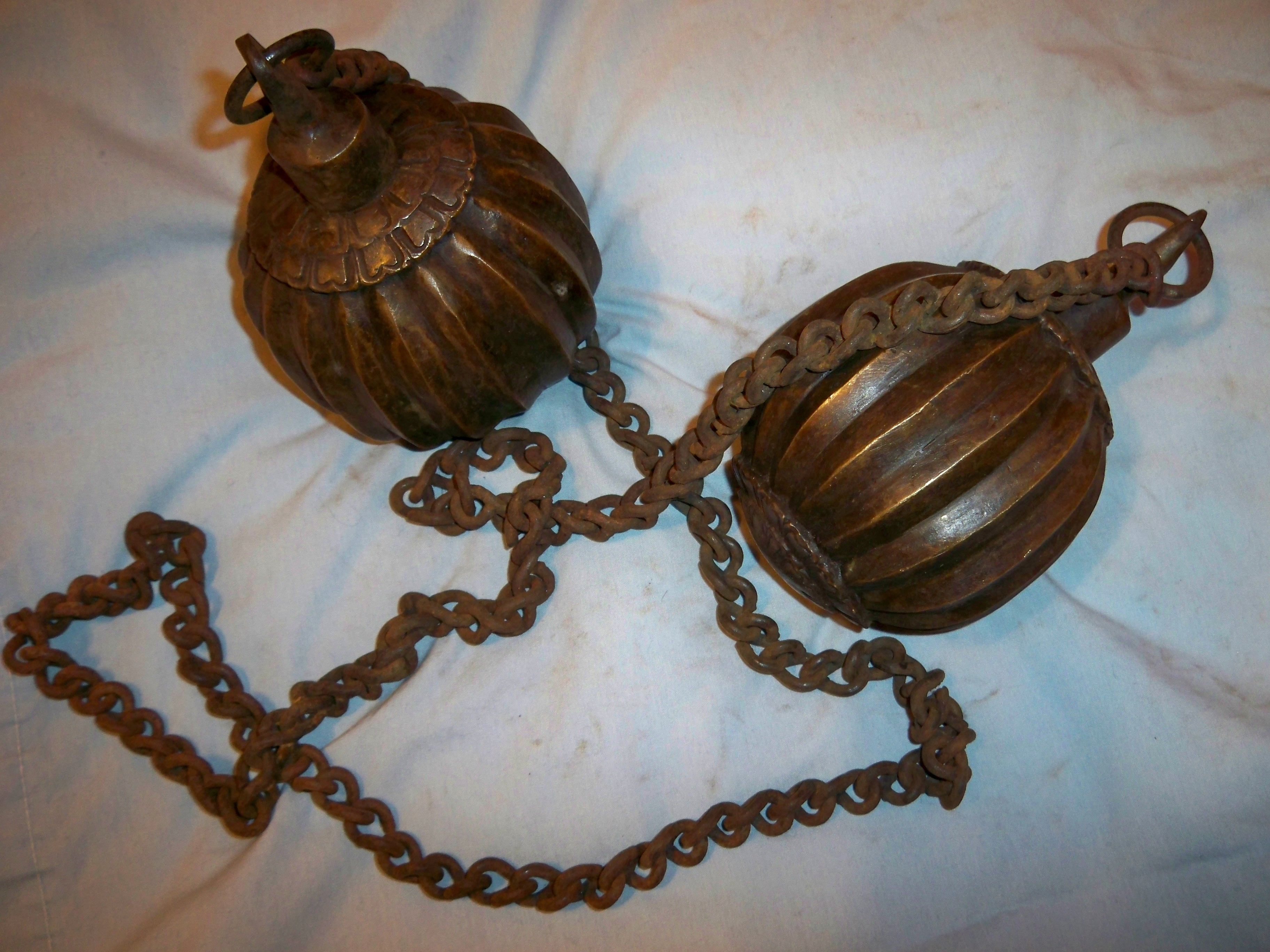
Martelo meteoro

Martelo meteoro (流星錘) (Pinyin: liúxīng chuí) é uma arma utilizada nas artes marciais chinesas, também conhecidas como kung-fu ou wushu. Esta arma consiste em uma pesada massa de metal arredondada, o martelo, que é amarrado a uma corda, com normalmente de 5 m de comprimento.
O martelo meteoro tem função e manuseio semelhante aos do dardo e corda. Apesar de ser uma arma mais pesada e que não perfura o alvo, pode causar danos no impacto e até mesmo quebrar um crânio.
O martelo meteoro é uma arma de arremesso controlada pelo lutador através da corda presa ao martelo. Essa arma é feita para matar pela força do arremesso e pela grande massa do martelo o que faz a arma tão poderosa quanto sua parente, o dardo e corda, mesmo que não tenha ponta.
A corda é controlada principalmente pelas mãos, cotovelos, pescoço, ombros e pernas do praticante de forma a fazer grandes giros que visam acertar o adversário ou apenas ganhar tempo para que a arma possa ser arremessada. Usualmente amarra-se à corda, mais ou menos a 15 cm do martelo, crinas ou panos, que buscam dificultar a visualização da posição exata do martelo.
O martelo tem um arremesso mais preciso que o dardo, devido ao seu peso maior, causando ferimentos igualmente traumáticos em qualquer ângulo de impacto e não só pela ponta, apesar de não perfurar o alvo só podendo penetrar ossos por fratura.
O martelo é uma das armas mais difíceis de se manipular entre todas as usadas nas artes marciais chinesas e seu uso é ensinado em poucos estilos de wushu tradicional.